# Любимов Юрій Петрович
Юрій Петрович Любимов (рос. Ю́рий Петро́вич Люби́мов; 30 вересня 1917 — 5 жовтня 2014) — російський актор, режисер. Лауреат Державної премії СРСР (1952) та Державної премії Росії (1996).
Закінчив Театральне училище при Театрі ім. Є Вахтангова (1940).
Головний режисер «Театру на Таганці». Викладав у Театральному училищі ім. Б. Щукіна. Знявся у фільмах: «Молода гвардія», «Кубанські козаки», у стрічках О. Довженка: «Мічурін» (перекладач), «Прощавай, Америко!», українській кінокартині «Блакитні дороги» (1947, Вєткін) тощо.

## Фільмографія
- 1943: «Кольорові кіноновели» / Цветные киноновеллы — принц-свинопас
- 1944: «Дні і ночі» / Дни и ночи — начальник штабу Міша Маслєнніков
- 1945: «Поєдинок» / Поединок — співробітник зовнішнього спостереження держбезпеки у готелі «Москва»
- 1946: «Наше серце» / Наше сердце — Яків Лапшин, льотчик-винищувач, «повітряна тінь Самохіна»
- 1946: «Неспокійне господарство» / Беспокойное хозяйство — французький льотчик Жан Лярошель
- 1946: «Блакитні дороги» / Голубые дороги — Веткун
- 1947: «Робінзон Крузо (фільм, 1947)» / Робинзон Крузо — П'ятниця
- 1948: «Мічурін» / Мичурин — перекладач
- 1948: «Хлопчик з околиці» / Мальчик с окраины — Костя
- 1948: «Три зустрічі» / Три встречи — Рудников
- 1949: «Кубанські козаки» / Кубанские казаки — Андрій
- 1951: «Бєлінський» / Белинский — Микола Фролов
- 1951: «Прощавай, Америко!» / Прощай, Америка! — Блейк, кореспондент
- 1952: «Композитор Глінка» / Композитор Глинка — Олександр Сергійович Даргомижський
- 1956: «На підмостках сцени» / На подмостках сцены — граф Зефіров
- 1958: «Місто запалює вогні» / Город зажигает огни — Олексій Іванович Бойков
- 1963: «Каїн XVIII» / Каин XVIII — Перший Міністр короля Каїна XVIII
- 1963: «Хутірець у степу» / Хуторок в степи — Василь Петрович Бачей